# Commonwealth Glacier
Commonwealth Glacier är en glaciär i Antarktis. Den ligger i Östantarktis. Nya Zeeland gör anspråk på området. Commonwealth Glacier ligger 59 meter över havet.
Terrängen runt Commonwealth Glacier är kuperad norrut, men söderut är den bergig. Commonwealth Glacier ligger nere i en dal. Trakten är obefolkad. Det finns inga samhällen i närheten. 